# Palácio de Cartago

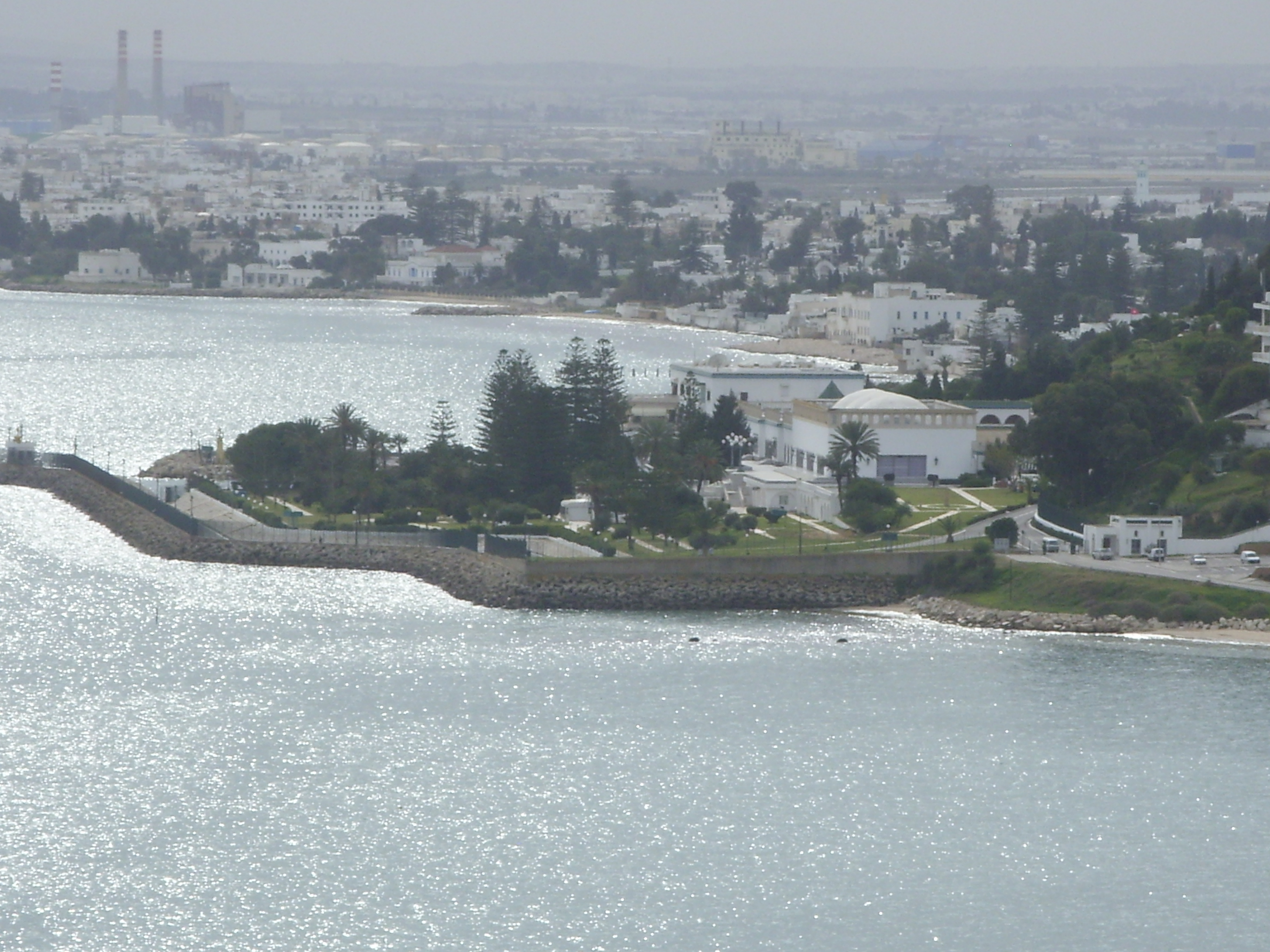
Vista aérea do Palácio de Cartago e arredores.

O Palácio de Cartago, chamado oficialmente de Palácio da República (قصر الجمهورية), é a sede e a residência do Presidente da República da Tunísia. Está situado de frente para o mar em Cartago, perto do sítio arqueológico, 15 km a nordeste de Túnis.